# Liberty Township (comté de Clark, Missouri)
Liberty Township est un ancien township  du comté de Clay dans le Missouri, aux États-Unis,. 
Il est fondé au début des années 1820 et baptisé en référence à la ville de Liberty.

## Source de la traduction
- (en) Cet article est partiellement ou en totalité issu de l’article de Wikipédia en anglais intitulé « Liberty Township, Clay County, Missouri » (voir la liste des auteurs).